# Distribution
|  | Wiktionary har en ordboksartikel om distribution. |

I matematisk analys är en distribution ett slags generaliserad funktion. Teorin för distributioner möjliggör en utökning av begreppet derivata till alla kontinuerliga funktioner och används för att formulera generaliserade lösningar till partiella differentialekvationer. Distributioner är viktiga inom fysiken och ingenjörsvetenskapen, där många icke-kontinuerliga problem naturligt leder till differentialekvationer vilkas lösningar är distributioner, till exempel Diracs delta-funktion.

## Grundläggande idé
Den grundläggande idén är som följer. Låt {\displaystyle f:\mathbb {R} \rightarrow \mathbb {R} } vara en integrerbar funktion, och {\displaystyle \varphi :\mathbb {R} \rightarrow \mathbb {R} } en slät (d.v.s. oändligt många gånger deriverbar) funktion som har kompakt stöd (d.v.s. är identiskt noll utom i en given begränsad mängd). Då är: ∫ f φdx ett reellt tal som linjärt och kontinuerligt beror på φ. Man kan därför betrakta funktionen f som en kontinuerlig linjär funktional på det rum som består av alla "testfunktioner" φ. På samma sätt: om P är en sannolikhetsfördelning och φ en testfunktion, så är ∫ φdP ett reellt tal som beror linjärt och kontinuerligt på φ. Alltså kan även sannolikhetsfördelningar betraktas som kontinuerliga linjära funktionaler på rummet av testfunktioner. Mot bakgrund av detta definierar man en distribution som en "kontinuerlig linjär funktional på rummet av testfunktioner".
Rummet av distributioner bildar ett reellt vektorrum, eftersom två distributioner på ett naturligt sätt kan adderas, och distributioner kan multipliceras med släta reellvärda funktioner. Däremot finns i allmänhet inte någon multiplikation mellan distributioner.
För att definiera derivatan av en distribution betraktar vi först fallet med en integrerbar funktion {\displaystyle f:\mathbb {R} \rightarrow \mathbb {R} }. Om φ är en testfunktion så har vi
{\displaystyle \int f'\varphi dx=-\int f\varphi 'dx}
genom att använda partialintegration (observera att φ är noll utanför en begränsad mängd och att därför inga randtermer behöver tas hänsyn till). Detta ger att om S  är en distribution så skulle vi definiera dess derivata S '  som den linjära funktional som avbildar testfunktionen φ på —S (φ' ). Det visar sig att detta är den lämpliga definitionen. Den generaliserar den vanliga definitionen av derivata, varje distribution blir oändligt deriverbar och de vanliga egenskaperna hos derivatan är giltiga.
Diracdeltat (även kallad Diracfunktionen, speciellt i tillämpande områden som fysik och teknik) är den distribution som avbildar testfunktionen φ på φ(0). Den är därför derivatan av funktionen {\displaystyle f(x)=0} då {\displaystyle x<0} och {\displaystyle f(x)=1} om {\displaystyle x>=0} (Heavisidefunktionen). Derivatan av Diracdeltat är den distribution som avbildar testfunktionen φ på -φ' (0). Den senare distributionen är ett exempel på en distribution som varken är en funktion eller en sannolikhetsfördelning.

## Formell definition
I det som följer kommer reellvärda distributioner på en öppen delmängd U av Rn att definieras formellt. (Med smärre ändringar kan man även definiera komplexvärda distributioner, liksom man kan ersätta U med en godtycklig slät mångfald.) 
Först behövs en förklaring på rummet D(U) bestående av testfunktioner. En funktion {\displaystyle \varphi :U\rightarrow \mathbb {R} } har kompakt stöd om det existerar en kompakt delmängd K av U sådan att {\displaystyle \varphi (x)=0} för alla x i {\displaystyle U\setminus K}. Elementen i D(U) är de släta funktionerna {\displaystyle \varphi :U\rightarrow \mathbb {R} } med kompakt stöd, så kallade testfunktioner. Detta är ett reellt vektorrum. Vi gör det till ett topologiskt vektorrum genom att kräva att en följd (φk) konvergerar till 0 omm det existerar en kompakt delmängd K av U sådan att alla φk är identiskt noll utanför K, och för varje ε > 0 och naturligt tal d ≥ 0 det existerar ett naturligt tal k0 sådant att för alla k ≥ k0 absolutbeloppet av alla derivator av ordning d av φk är mindre än ε. Med denna definition blir D(U) ett fullständigt topologiskt vektorrum (faktiskt ett så kallat LF-rum).
Dualrummet av det topologiska vektorrummet D(U), bestående av alla kontinuerliga linjära funktionaler {\displaystyle S:D(U)\rightarrow \mathbb {R} }, är rummet av alla distributioner på U; det är ett vektorrum och betecknas med D'(U).
Funktionen {\displaystyle f:U\rightarrow \mathbb {R} } kallas lokalt integrerbar om den är Lebesgueintegrabel över varje kompakt delmängd K av U. Detta är en stor klass av funktioner vilken inkluderar alla kontinuerliga funktioner. Topologin på D(U) definieras på ett sådant sätt att varje lokalt integrerbar funktion f ger en kontinuerlig linjär funktional på D(U) vars värde på testfunktionen φ ges av Lebesgueintegralen ∫U fφ dx. Två lokalt integrabla funktioner f och g ger samma element i D(U) omm de är lika nästan överallt. På samma sätt kommer varje Radonmått μ på U (vilket inkluderar sannolikhetsfördelningarna) att definiera ett element i D'(U) vars värde av testfunktionen φ är ∫φ dμ.
Som nämnt ovan så indikerar partialintegrationen att derivatan dS/dx av distributionen S i riktning x skall definieras genom formeln
{\displaystyle {\frac {dS}{dx}}\varphi =-S{\frac {d\varphi }{dx}}}
för alla testfunktioner φ. På detta sätt kommer varje distribution att vara oändligt många gånger deriverbar (slät), och derivatan kommer att bli en linjär operator på D'(U).
Rummet D'(U) blir ett lokalt konvext topologiskt vektorrum genom att definiera att följden (Sk) konvergerar mot 0 omm Sk(φ) → 0 för alla testfunktioner φ. Så är fallet omm Sk konvergerar likformigt mot 0 på alla begränsade delmängder av D(U). En delmängd E av D(U) är begränsad om det existerar en kompakt delmängd K av U och tal dn sådana att varje φ i E har sitt stöd i K och har sina n:te derivator begränsade av dn. Med avseende på denna topologi så är derivering av distributioner en kontinuerlig operator. Detta är en viktig och önskvärd egenskap som inte delas av de flesta andra derivata-begrepp. 
Därtill är testfunktionerna (som i sig kan betraktas som distributioner) en tät delmängd av D'(U) med avseende på den här topologin.
Om {\displaystyle \psi :U\rightarrow \mathbb {R} } är en oändligt deriverbar funktion och S är en distribution på U så definieras produkten Sψ genom (Sψ)(φ) = S(ψφ) för alla testfunktioner φ. Den vanliga produktregeln för derivatan gäller.